# Jakob Allet
Jakob Allet (* um 1600; † 1. November 1678 in Leuk) war ein Schweizer Politiker und Offizier.

## Leben

### Familie
Jakob Allet entstammte dem einflussreichen Walliser Patriziergeschlecht Allet und war der Sohn von Michael Allet (* um 1540; † 1611), Meier von Leuk und dessen zweiter Ehefrau Lucia Wyss, die später Johann von Riedmatten heiratete; er hatte noch vier leibliche Geschwister und einen Halbbruder aus der zweiten Ehe seiner Mutter. Seine Schwester Annilia Allet († 1625) war mit dem später hingerichteten Anton Stockalper († 1627) verheiratet.
Sein Grossvater war Jakob Allet († 1554), Domherr in Sitten.
Er war in erster Ehe mit Annilia, Tochter von Barthélémy de Montheys († 1653) verheiratet; gemeinsam hatten sie ein Kind. In zweiter Ehe heiratete er Eva, Tochter von Peter von Roten († 1665); die Ehe blieb kinderlos.
Die heute lebenden Allet gehen genealogisch auf Jakob Allet zurück.
Bei der Taufe des späteren Landeshauptmanns Eugène de Courten (1661–1729) war er dessen Pate.

### Werdegang
Jakob Allet war von 1636 bis 1639 Kastlan von Vionnaz-Bouveret und wurde 1651 Grosskastlan von Lötschen-Niedergesteln sowie 1653 Bannerherr des Zehnden Leuk.
In der Zeit von 1656 bis 1662 wirkte er als Landvogt von Saint-Maurice und war 1656 sowie 1662 Meier von Leuk.
Er war Hauptmann in französischen Diensten und Oberst der Landschaft nid der Mors (benannt nach dem Fluss Morge bei Conthey, an dem seit 1569 die untere Grenze der Landschaft gegen Savoyen respektive Frankreich verlief); dazu war er Landratsabgeordneter des Kanton Wallis.
Er trat auch als Gegner von Kaspar Stockalper vom Thurm auf.